# Wonderland (EP)
Wonderland är en EP av den skotska rockgruppen Big Country. Den släpptes dock endast i USA.

## Låtlista
1. Wonderland (3:58)
2. All Fall Together (Jimmy Iovine Remix) (5:16)
3. Angle Park (4:08)
4. The Crossing (7:10)

Bonuslåt: (Endast nytryck)
- Chance (Nyinspelad singelversion) (4:37)